# Chiến tranh Nagorno-Karabakh thứ hai
Chiến tranh Nagorno-Karabakh 2020 là một cuộc xung đột vũ trang giữa Azerbaijan, ủng hộ bởi Thổ Nhĩ Kỳ, với Cộng hòa Artsakh tự xưng và Armenia, trong vùng lãnh thổ tranh chấp Nagorno-Karabakh và khu vực xung quanh. Đây là bước leo thang mới nhất của cuộc xung đột ở khu vực này, vốn được cộng đồng quốc tế công nhận là một phần của Azerbaijan, nhưng được kiểm soát một phần bởi Artsakh, một quốc gia ly khai với dân tộc chủ yếu là người Armenia.
Các cuộc đụng độ bắt đầu vào sáng ngày 27 tháng 9 năm 2020 dọc theo Đường liên lạc Nagorno-Karabakh, vốn được thiết lập sau cuộc Chiến tranh Nagorno-Karabakh thứ nhất (1988–1994). Đáp lại, Armenia và Artsakh đã đưa ra thiết quân luật và tổng động viên, trong khi Azerbaijan đưa ra thiết quân luật, một lệnh giới nghiêm và điều động một phần. Vào ngày 28 tháng 9, việc huy động một phần đã được tuyên bố tại Azerbaijan. Thổ Nhĩ Kỳ hỗ trợ quân sự cho Azerbaijan, tuy nhiên mức độ hỗ trợ còn chưa rõ ràng. Sự liên quan của Thổ Nhĩ Kỳ được cho là nỗ lực để mở rộng trường ảnh hưởng, cả bằng việc nâng cao vị thế của Azerbaijan trong cuộc xung đột và giảm thiểu tầm ảnh hưởng của Nga trong khu vực.
Các nhà phân tích quốc tế tin rằng việc giao tranh bắt đầu với Azerbaijan tấn công, với mục đích chính là lấy lại những quận ít đồi núi ở phía nam Nagorno-Karabakh, dễ chiếm hơn khu vực bên trong được bảo vệ kiên cố. Cuộc chiến đánh dấu việc sử dụng UAV, cảm biến, pháo binh hạng nặng tầm xa và tên lửa, cũng như tuyên truyền nhà nước và việc sử dụng tài khoản mạng xã hội trên mặt trận thông tin trực tuyến. Con số thương vong ở cả hai bên có thể lên đến vài ngàn. Nhiều quốc gia và Liên Hợp Quốc lên án mạnh mẽ cuộc chiến và kêu gọi hai bên giảm leo thang căng thẳng và quay lại đàm phán ngay lập tức. Ba thỏa thuận ngừng bắn do Nga, Pháp, và Hoa Kỳ làm trung gian vẫn không thể chấm dứt cuộc giao tranh.
Sau vụ chiếm giữ Shusha, thành phố lớn thứ hai tại Nagorno-Karabakh, một thỏa thuận đình chiến được ký giữa Tổng thống Azerbaijan, Ilham Aliyev, Thủ tướng Armenia, Nikol Pashinyan, và Tổng thống Nga, Vladimir Putin, chấm dứt tất cả xung đột trong khu vực kể từ 00:00, ngày 10 tháng 11 năm 2020 giờ Moskva. Tổng thống Artsakh, Arayik Harutyunyan, cũng đồng ý chấm dứt chiến tranh. Dưới thỏa thuận này, các bên tham chiến sẽ giữ quyền kiểm soát các lãnh thổ hiện tại trong Nagorno-Karabakh, trong khi Armenia sẽ trao trả vùng lãnh thổ xung quanh chiếm được năm 1994 cho Azerbaijan. Azerbaijan cũng được tiếp cận trực tiếp vùng lãnh thổ tách rời Nakhchivan giáp với Thổ Nhĩ Kỳ và Iran. Khoảng 2.000 binh lính Nga sẽ được điều đi làm lực lượng gìn giữ hòa bình dọc theo hành lang Lachin giữa Armenia và Nagorno-Karabakh trong vòng ít nhất 5 năm.
Theo Bộ Quốc phòng Azerbaijan, thỏa thuận đình chiến bị phá vỡ ngày 26 tháng 11, tại làng  Sor, và nói rằng ba lính Azerbaijan bị giết và hai người bị thương trong một cuộc tấn công bởi Armenia. Đồng thời, theo giới chức Azerbaijan, ngày 8 tháng 12, một lính Azerbaijan bị giết và một nhân viên Azercell bị thương nặng trong lúc lắp đặt cơ sở liên lạc và thiết bị truyền tải  gần Hadrut.
Vụ vi phạm đáng kể thỏa thuận đầu tiên được lực lượng gìn giữ hòa bình Nga trong vùng xác nhận diễn ra ngày 11 tháng 12, gần Hadrut. Các làng Khtsaberd (Çaylaqqala), Hin Tagher (Köhnə Tağlar), và tu viện Katarovank tại tỉnh Tỉnh Hadrut đã bị Artsakh chiếm giữ trong cuộc chiến. Giao tranh nổ ra quanh khu vực bám trụ của Armenia mặc cho thỏa thuận đình chiến, và lực lượng Azerbaijan được cho là đã chiếm được Hin Tagher ngày 12 tháng 12, với một số đụng độ tiếp tục diễn ra trong khu vực. Sau đó, giới chức Artsakh xác nhận rằng sáu người lính đã bị thương. Cả hai bên cáo buộc bên còn lại tái khởi động cuộc xung đột. Lực lượng gìn giữ hòa bình Nga yêu cầu cả hai bên tôn trọng thỏa thuận đình chiến. Ngày 13 tháng 12, lực lượng Nga chiếm quyền kiểm soát Hin Tagher. Tuy nhiên, ngày hôm sau, Bộ Quốc phòng Nga phát hành bản đồ cho thấy cả hai ngôi làng nằm ngoài phạm vi của nhiệm vụ gìn giữ hòa bình, và cả hai được trả về cho Azerbaijan.

## Tên gọi
Cuộc chiến cũng được gọi là Chiến tranh Nagorno-Karabakh lần thứ hai, Chiến tranh Armenia–Azerbaijan (tiếng Armenia: Հայ-ադրբեջանական պատերազմ, đã Latinh hoá: hay-adrbejanakan paterazm; tiếng Azerbaijani: Azərbaycan–Ermənistan müharibəsi) Chiến tranh Sáu tuần (tiếng Armenia: Վեցշաբաթյա պատերազմ, đã Latinh hoá: Vets’shabat’ya paterazm; tiếng Azerbaijani: Altı həftəlik müharibə), và Chiến tranh Bốn bốn ngày (tiếng Armenia: Քառասունչորսօրյա պատերազմ, đã Latinh hoá: K’arrasunch’vorsorya paterazm; tiếng Azerbaijani: Qırx dörd günlük müharibə) ở cả Armenia và Azerbaijan, cũng như bởi truyền thông quốc tế.
Tại Armenia, nó cũng được gọi là Chiến tranh Artsakh lần thứ hai (tiếng Armenia: Արցախյան երկրորդ պատերազմ, đã Latinh hoá: Arts'akhyan yerkrord paterazm) bởi công chúng và chính phủ.
Tại Azerbaijan, cuộc chiến còn được gọi Chiến tranh Karabakh lần thứ hai (tiếng Azerbaijani: İkinci Qarabağ müharibəsi), Chiến tranh Ái quốc (tiếng Azerbaijani: Vətən müharibəsi), Chiến dịch thúc đẩy hòa bình với Armenia (tiếng Azerbaijani: Ermənistanı sülhə məcburetmə əməliyyatı), hay chiến dịch phản công (tiếng Azerbaijani: Əks-hücum əməliyyatı) bởi công chúng và chính phủ. Ngày 10 tháng 10, chính phủ Azerbaijan thông báo nước này đã khởi động chiến dịch quân sự với tên mã Chiến dịch Thiết Quyền (tiếng Azerbaijani: Dəmir Yumruq əməliyyatı).

## Bối cảnh
Chủ quyền lãnh thổ vùng Nagorno-Karabakh được tranh giành quyết liệt giữa Armenia và Azerbaijan.Xung đột hiện thời có nguồn gốc từ những sự kiện sau Chiến tranh thế giới thứ nhất và ngày nay vùng này de jure là một phần của Azerbaijan, mặc dù phần lớn là de facto cai quản bởi Cộng hòa Artsakh không được quốc tế công nhận, ủng hộ bởi Armenia.

### Thời kỳ Xô viết
Trong thời kỳ Xô viết, khu vực chủ yếu gồm người Armenia định cư này được cai quản như một oblast tự trị trong Azerbaijan Xô viết. Khi Liên Xô bắt đầu tan rã từ cuối thập niên 1980, câu hỏi về tình trạng của Nagorno-Karabakh lại được đặt ra, vào ngày 20 tháng 2 năm 1988, quốc hội của Oblast Tự trị Nagorno-Karabakh thông qua một nghị quyết yêu cầu chuyển giao oblast từ Azerbaijan SSR sang Armenia Xô viết. Azerbaijan bác bỏ yêu cầu này vài lần, và bạo động dân tộc nhanh chóng diễn ra sau đó, với một loạt các pogrom diễn ra giữa năm 1988 và 1990 chống lại người Armenia ở Sumgait, Ganja và Baku, và chống lại người Azerbaijan ở Gugark và Stepanakert. Sau khi quyền tự trị của Nagorno-Karabakh chấm dứt, một cuộc trưng cầu dân ý được tổ chức ngày 10 tháng 12 năm 1991. Cuộc trưng cầu dân ý bị người dân Azerbaijan tẩy chay, chiếm 22,8% dân số của vùng lúc bấy giờ. Kết quả, có 99,8% người tham gia bỏ phiếu đồng ý ly khai. Đầu năm 1992, sau khi Liên Xô sụp đổ, khu vực chìm vào trong chiến tranh.

### Chiến tranh Nagorno-Karabakh thứ nhất
Chiến tranh Nagorno-Karabakh thứ nhất bắt nguồn từ sự di dời của khoảng 725.000 người Azerbaijan và 300.000–500.000 người Armenia từ cả Azerbaijan và Armenia. Nghị định Bishkek năm 1994 chấm dứt cuộc chiến và cho Armenia tương đối nhiều lãnh thổ: ngoài việc kiểm soát phần lớn vùng Nagorno-Karabakh, Cộng hòa Artsakh cũng chiếm giữ những quận có người Azerbaijan như Agdam, Jabrayil, Fuzuli, Kalbajar, Qubadli, Lachin và Zangilan. Các điều khoản của thỏa thuận Bishkek dẫn đến một xung đột đóng băng trong khu vực. Quá trình hòa giải từ quốc tế bắt đầu với Nhóm OSCE Minsk năm 1994, và nỗ lực gần đây nhất trước cuộc chiến năm 2020 là Nguyên tắc Madrid. Hội đồng Bảo an Liên Hợp Quốc đã thông qua bốn nghị quyết năm 1993, kêu gọi việc rút "quân chiếm đóng" trong lãnh thổ xung quanh Nagorno-Karabakh,
và trong năm 2008 Đại hội đồng thông qua một nghị quyết yêu cầu Armenia rút quân ngay lập tức, tuy nhiên các đồng tọa Nhóm OSCE Minsk (Nga, Pháp, và Mỹ) bỏ phiếu chống.

### Xung đột đóng băng
Suốt ba thập kỷ, nhiều vụ vi phạm lệnh ngừng bắn đã xảy ra, trong đó nghiêm trọng nhất là xung đột Nagorno-Karabakh năm 2016 kéo dài 4 ngày. Khảo sát cho thấy rằng người dân của Nagorno-Karabakh không muốn trở thành một phần của Azerbaijan, vào tháng 8 năm 2019, trong một tuyên bố ủng hộ thống nhất lãnh thổ, Thủ tướng Armenia Nikol Pashinyan nói rằng "Artsakh là của Armenia, chấm hết".
Các cuộc giao tranh khác tiếp tục diễn ra ở biên giới giữa Armenia và Azerbaijan vào tháng 7 năm 2020. Hàng ngàn người Azerbaijan biểu tình đòi chiến tranh đáp trả Armenia, và Thổ Nhĩ Kỳ lên tiếng ủng hộ cho Azerbaijan. Ngày 29 tháng 7 năm 2020, Azerbaijan thực hiện một chuỗi các cuộc diễn tập quân sự kéo dài từ 29 tháng 7 đến 10 tháng 8 năm 2020, theo sau bởi những cuộc diễn tập khác vào đầu tháng 9 với sự tham gia của Thổ Nhĩ Kỳ. Trước khi xung đột leo thang trở lại, xuất hiện những cáo buộc cho rằng Thổ Nhĩ Kỳ đã hỗ trợ chuyển hàng trăm binh lính của Quân đội Quốc gia Syria từ Sư đoàn Hamza sang Azerbaijan. Chính phủ Azerbaijan bác bỏ việc sử dụng binh lính ngoại bang.

## Diễn biến chiến tranh

### Tổng quan

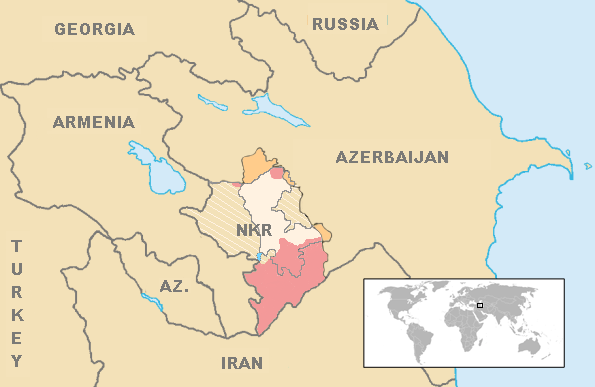
Những tuyến đầu ước lượng vào thời điểm ngừng bắn, với những lãnh thổ Azerbaijan giành được trong cuộc chiến màu đỏ, hành lang Lachin do lực lượng gìn giữ hòa bình Nga canh gác màu xanh, và khu vực được Armenia trả về cho Azerbaijan gạch chéo.

Cuộc xung đột đánh dấu việc sử dụng chiến tranh cơ giới; chiến tranh drone, đặc biệt là việc sử dụng drone Hadrop tự sát của Israel và Bayraktar TB2 của Thổ Nhĩ Kỳ; pháo hạng nặng; tên lửa; và chiến tranh giao thông hào. Xuyên suốt chiến dịch, Azerbaijan dùng nhiều drone để tấn công và làm tổn hại lực lượng Armenia/Artsakh. Tập kích xe tăng, pháo binh và hệ thống phòng không thành công, drone của Azerbaijan cũng bắt đầu tấn công các đơn vị lính. Tuy nhiên, một số drone của Azerbaijan bị bắn hạ. Cuộc chiến cũng có sự triển khai đan dược thứ cấp, bị cấm bởi đa số các nước trên thế giới nhưng không bị cấm bởi Armenia và Azerbaijan: các bên thứ ba đã xác nhận rằng Armenia đã triển khai đạn dược thứ cấp vào những khu vực dân thường nằm ngoài vùng chiến sự, cũng như xác nhận bằng chứng của việc Azerbaijan sử dụng đạn dược thứ cấp trong những khu vực dân sự trong Nagorno-Karabakh. Một chuỗi các cuộc tấn công đã gây ra hậu quả dân sự lớn tại Ganja, Azerbaijan, trong khi nhà cửa và cơ sở hạ tầng ở Stepanakert, thủ đô của Artsakh, và những nơi khác bị đưa vào tầm ngắm, dẫn đến thương vong và thiệt hại lớn. Đi cùng với cuộc xung đột là thông tin sai lệch và đánh lạc hướng.
Diện tích lãnh thổ bị tranh chấp là tương đối ít, nhưng cuộc xung đột đã mở rộng ra ngoài biên giới Nagorno-Karabakh do mức độ leo thang và các loại vũ khí được triển khai trong cuộc chiến. Đạn và tên lửa đã rơi xuống tỉnh Đông Azerbaijan tại Iran nhưng không gây thiệt hại, và Iran cũng ghi nhận một số thiết bị bay không người lái (UAV) bị bắn hạ hoặc va chạm trong lãnh thổ của mình, còn Georgia thông báo hai chiế UAV đã rơi tại tỉnh Kakheti.
Cuộc xung đột bắt đầu với Azerbaijan tấn công trên mặt đất bằng đội quân thiết giáp, cùng với pháo binh và drone, trong đó có đạn dược thứ cấp. Binh lính Armenia và Artsakh buộc phải rút về tuyến phòng thủ đầu tiên ở phía đông nam và bắc Artsakh, nhưng cũng gây thiệt hại lớn cho đội hình thiết giáp của Azerbaijan với tên lửa và pháo binh chống tăng, phá hủy hàng chục chiếc xe. Azerbaijan sử dụng drone với số lượng lớn để chống lại hàng phòng không của Armenia, tiêu diệt 13 hệ thống tên lửa đất đối không tầm ngắn. Lực lượng Azerbaijan liên tục sử dụng để xác định và phá hủy những vị trí Armenia/Artsakh. Những chiếc drone trinh sát xác định mục tiêu quân sự trên tiền tuyến và vị trí của lực lượng hỗ trợ, từ đó tập kích mục tiêu cùng với đường xá và cầu đường để ngăn không cho quân tiếp viện đến. Sau khi các vị trí của Armenia/Artsakh đã bị tấn công dữ dội và cắt mạch tiếp viện, Azerbaijan tiến công với quân số áp đảo để chiếm lấy mục tiêu. Chiến thuật này được lặp đi lặp lại để dần chiếm hết các vị trí của Armenia và Artsakh. Quân Azerbaijan chiếm được một phần lãnh thổ nhỏ ở phía nam trong ba ngày đầu của cuộc chiến. Trong ba ngày tiếp theo, cả hai bên chủ yếu bắn bên kia từ vị trí cố định. Ở phía bắc, quân Armenia/Artsakh phản công, chiếm được một phần managing to retake some ground. Their largest counterattack took place on the fourth day, but incurred heavy losses when their armor and artillery units were exposed to Azerbaijani attack drones, loitering munitions, and reconnaissance drones spotting for Azerbaijani artillery as they maneuvered in the open.
Ngày thứ sáu, Azerbaijan và Armenia/Artsakh bắt đầu dùng tên lửa và pháo binh để đánh vào cơ sở hạ tầng. Trong số những nơi bị thiệt hại có Stepanakert, thủ đô Artsakh, bị tấn công liên tục bằng pháo tên lửa; một cây cầu nối Armenia với Nagorno-Karabakh, bị hạ trong một đợt bắn tên lửa; Ganja, bị tấn công bốn lần bởi tên lửa Armenia và Artsakh, trong đó có Sân bay Quốc tế Ganja. Sáng ngày thứ bảy, Azerbaijan triển khai một đợt tấn công lớn. Quân đoàn 1, 2, và 3 của Lục quân Azerbaijan, viện trợ bởi Quân đoàn 4, bắt đầu tiến công vào miền bắc, chiếm được một số vùng, nhưng bước tiến của Azerbaijan bị dừng lại.
Hầu hết giao tranh sau đó dịch xuống phía nam, trên địa hình tương đối bằng phẳng và vắng vẻ so với vùng núi phía bắc. Quân Azerbaijan tấn công vào Jabrayil và Füzuli, chọc thủng hàng phòng thủ nhiều lớp của Armenia/Artsakh và chiếm lại một phần lãnh thổ của Armenia làm vùng đệm. Tuy nhiên giao tranh sau đó tạm dừng.
Sau khi Khojavend (Martuni) bị tấn công, giới chức Artsakh bắt đầu vận động dân thường. Trước 04:00 (00:00 UTC) ngày 10 tháng 10 năm 2020, Nga thông báo rằng cả Armenia và Azerbaijan đã đồng ý ngừng bắn nhân đạo sau mười giờ đàm phán tại Moskva và nói rằng cả hai sẽ tiếp tục tham gia đối thoại. Sau khi tuyên bố ngừng chiến, Tổng thống Artsakh thừa nhận Azerbaijan đã đạt được một số kết quả, xuyên sâu vào lãnh thổ Artsakh; Thủ tướng Armenia thông báo rằng quân đội Armenia đã "rút lui một phần".
Thỏa thuận ngừng bắn nhanh chóng bị phá vỡ và quân Azerbaijan tiếp tục tiến công. Chỉ trong vài ngày Azerbaijan thông báo đã chiếm giữ hàng chục ngôi làng ở phía nam. Một nỗ lực đình chiến đêm ngày 17 tháng 10 năm 2020 cũng không thành công. Azerbaijan thông báo chiếm được Jabrayil ngày 9 tháng 10 năm 2020 và Füzuli ngày 17 tháng 10 năm 2020. Quân đội Azerbaijan cũng chiếm giữ Đập Khoda Afarin và Cầu Khodaafarin. Azerbaijan thông báo rằng đã hoàn toàn trấn thủ vùng giáp với Iran sau khi chiếm được Agbend ngày 22 tháng 10 năm 2020. Quân Azerbaijan sau đó tiến về hướng tây bắc, tiến về hành lang Lachin, tuyến cao tốc duy nhất giữa Armenia và Nagorno-Karabakh, đưa nó vào tầm pháo binh. Theo Artsakh, một cuộc phản công đẩy lùi quân đội Azerbaijan trong tầm 25 kilômét hành lang Lachin ngày 26 tháng 10 năm 2020. Quân Artsakh đã rút về rừng trước đó giờ bắt đầu đánh lại quân bộ và thiết giáp Azerbaijan theo từng nhóm nhỏ, đồng thời phản công ở gần biên giới tây nam giữa Armenia và Azerbaijan. Ngày 26 tháng 10 năm 2020, một thỏa thuận ngừng bắn do Hoa Kỳ khởi xướng được đặt ra, nhưng giao tranh nhanh chóng tiếp tục trong vòng vài phút. Ba ngày sau, giới chức Artsakh thông báo rằng quân Azerbaijan còn cách Shusha 5 kilômét. Ngày 8 tháng 11 năm 2020, quân Azerbaijan chiếm được Shusha, thành phố lớn thứ hai tại Artsakh trước chiến tranh, nằm cách thủ đô Stepanakert 15 kilômét.

### Thỏa thuận đình chiến

Bản đồ thỏa thuận đình chiến
Azerbaijan ngoài vùng xung đột
Armenia
Vùng chiếm được bởi Azerbaijan trong cuộc chiến, cho nước ngày tiếp tục kiểm soát
Quận Agdam: sơ tán bởi Armenia ngày 20 tháng 11
Quận Kalbajar: sơ tán bởi Armenia ngày 25 tháng 11
Quận Lachin: sơ tán bởi Armenia ngày 1 tháng 12
Một phần của Nagorno-Karabakh chưa có lịch trao trả cho Azerbaijan
Hành lang Lachin, canh gác bởi lực lượng gìn giữ hòa bình Nga
Đường vào Nagorno-Karabakh
Hành lang vận chuyển mới của Azerbaijan
Đường tiếp xúc trước cuộc chiến 2020.
Những vùng khác Artsakh tuyên bố chủ quyền

Ngày 9 tháng 11 năm 2020, sau Shusha bị chiếm giữ, một thỏa thuận đình chiến được ký giữa Tổng thống Azerbaijan, Ilham Aliyev, Thủ tướng Armenia, Nikol Pashinyan, và Tổng thống Nga, Vladimir Putin, kết thúc tất cả xung đột trong vùng Nagorno-Karabakh từ ngày 10 tháng 11 năm 2020, 00:00 giờ Moskva. Tổng thống Artsakh, Arayik Harutyunyan, cũng đồng ý chấm dứt xung đột.
Theo thỏa thuận này, cả hai bên giao chiến sẽ trao đổi tù nhân chiến tranh và thi thể những người đã hi sinh. Ngoài ra, quân Armenia sẽ rút khỏi những vùng chiếm đóng xung quanh Nagorno-Karabakh trước ngày 1 tháng 12 năm 2020, trong khi một lực lượng gìn giữ hòa bình, do Lục quân Nga đảm nhiệm và dẫn đầu bởi Trung tướng Rustam Muradov, gồm khoảng 2.000 binh lính sẽ được triển khai trong vòng ít nhất 5 năm dọc theo đường tiếp xúc và hành lang Lachin nối Armenia và Nagorno-Karabakh. Đồng thời, Armenia phải "bảo đảm an toàn" cho việc di chuyển giữa lãnh thổ tách rời Nakhchivan với lãnh thổ chính của Azerbaijan theo cả hai chiều, trong khi quân đội biên phòng Nga (dưới Tổng cục An ninh Liên bang Nga) sẽ "kiểm soát việc liên lạc vận chuyển".
Ngày 15 tháng 12 năm 2020, sau vài tuần ngừng bắn, hai bên tiến hành trao đổi tù nhân, gồm 44 người Armenia và 12 người Azerbaijan. Hiện không rõ liệu còn tù nhân còn bị bắt giữ ở hai bên hay không.

### Hoạt động ngoài quân sự của hai bên
Từ đầu cuộc xung đột, cả Armenia và Azerbaijan đều ra lệnh thiết quân luật, giới hạn tự do ngôn luận. Trong khi đó, một luật mới ở Armenia đi vào hiệu lực từ tháng 10 năm 2020, cấm báo cáo tiêu cực về tình hình ở tiền tuyến. Các nhà báo quốc tế Azerbaijan báo cáo về việc bị hạn chế hoạt động, điều không có ở Nagorno-Karabakh.

#### Armenia

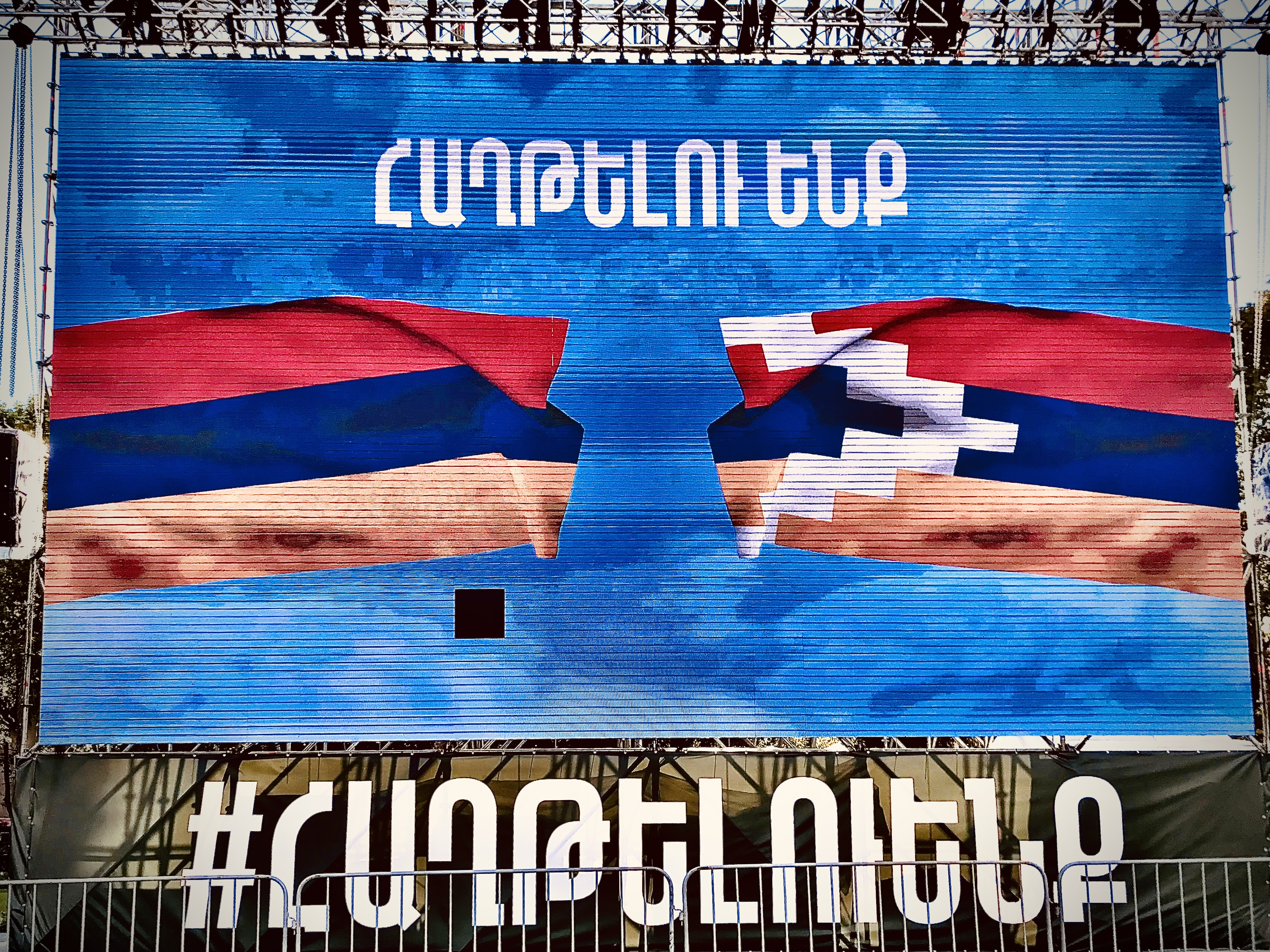
Một bảng yết thị quân dịch dán ở Quảng trường Cộng hòa, Yerevan ngày 7 tháng 10 năm 2020.

Ngày 28 tháng 9 năm 2020, Armenia cấm đàn ông trên 18 tuổi trong quân dịch rời khỏi đất nước. Ngày hôm sau, nước này hoãn phiên xét xử cựu Tổng thống Robert Kocharyan và những cựu viên chức khác bị khởi tố trong vụ bạo động hậu bầu cử năm 2008, do một trong các bị cáo, cựu Bộ trưởng Quốc phòng Armenia, Seyran Ohanyan, đến Artsakh trong thời kỳ xung đột.
Ngày 1 tháng 10 năm 2020, Tổng cụcAn ninh Quốc gia Armenia (NSS) thông báo rằng đã bắt giữ và khởi tố một cựu viên chức quân đội cấp cao với tội phản quốc do nghi là gián điệp cho Azerbaijan. Ba ngày sau, NSS tuyên bố đã bắt giữ một vài công dân nước ngoài do nghi ngờ gián điệp. Khi biết Israel bán vũ khí cho Azerbaijan, Armenia đã rút về đại sứ ở Israel.
Ngày 8 tháng 10 năm 2020, Tổng thống Armenia Armen Sarkissian, thôi việc giám đốc của NSS. Sau đó, chính phủ Armenia siết chặt thiết quân luật và cấm chỉ trích cơ quan nhà nước và "truyền thông nhằm gián đoạn khả năng quốc phòng của quốc gia". Vào cùng ngày, Bộ trưởng Quốc phòng Armenia thu hồi giấy phép hành nghề của một thông tín viên Novaya Gazeta do đi vào nước này khi chưa được cho phép. Ngày 9 tháng 10 năm 2020, Armenia thắt chặt pháp luật an ninh. Ngày 21 tháng 10 năm 2020, Nội các Bộ trưởng Armenia ra lệnh cấm tạm thời hàng hóa Thổ Nhĩ Kỳ, có hiệu lực từ ngày 31 tháng 12 năm 2020. Ngày hôm sau, quốc hội Armenia thông qua luật để bãi nợ cho những người lính bị thương trong giao tranh và nợ của gia đình những người liệt sĩ.
Ngày 27 tháng 10 năm 2020, Tổng thống Armenia Armen Sarkissian cho thôi việc giám đốc bộ phận phản gián của Tổng cụcAn Ninh Quốc gia, Đại tướng Hovhannes Karumyan, và chỉ huy bộ đội biên phòng, Gagik Tevosyan. Ngày 8 tháng 11 năm 2020, Sarkissian tiếp tục cho thôi việc giám đốc tạm quyền của Tổng cụcAn ninh Quốc gia.
Đến ngày 8 tháng 11 năm 2020, một nhà hoạt động Armenia đã bị cảnh sát phạt vì những bài đăng phản đối chiến tranh của mình.

#### Azerbaijan

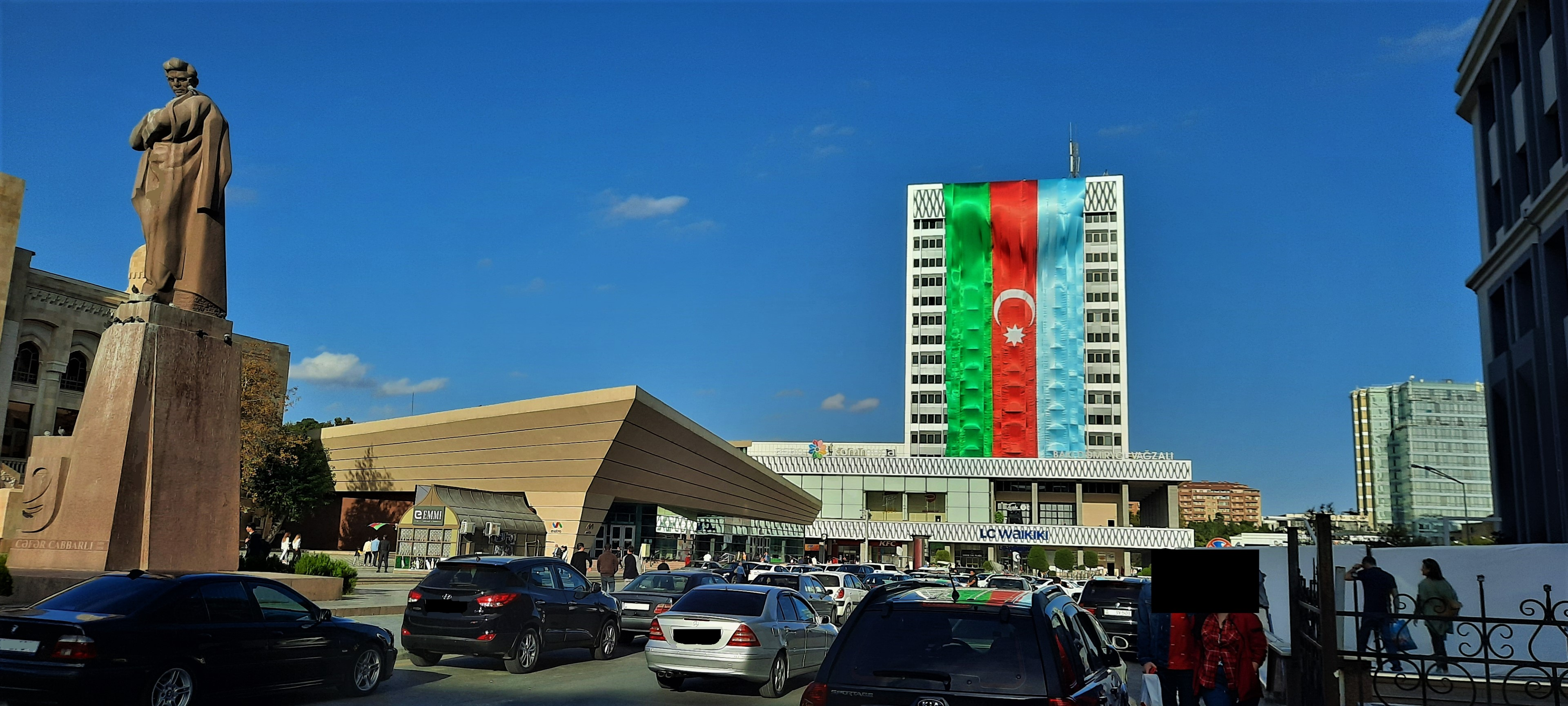
Quốc kỳ Azerbaijan tại Quảng trường Jafar Jabbarly ở Baku ngày 10 tháng 10 năm 2020.

Ngày 27 tháng 9 năm 2020, giới chức Azerbaijan hạn chế việc truy cập Internet sau khi xung đột bắt đầu, nói rằng việc này "nhằm phòng ngừa các cuộc khiêu khích quy mô lớn của Armenia". Chính phủ ngầm khuyến khích người dân dùng Twitter, mạng xã hội duy nhất không bị chặn ở nước này. Mặc cho những hạn chế, một số người Azerbaijan dùng VPN để truy cập Internet. Quốc hội Azerbaijan ban hành lệnh giới nghiêm ở Baku, Ganja, Goygol, Yevlakh và một số quận khác bắt đầu từ đêm ngày 28 tháng 9 năm 2020, dưới lệnh của Bộ trưởng Nội vụ, Vilayet Eyvazov. Azerbaijan Airlines thông báo tất cả sân bay ở Azerbaijan sẽ bị đóng cửa cho các chuyến bay dân dụng cho đến ngày 30 tháng 9 năm 2020. Văn phòng Công tố Quân sự tại Fizuli, Tartar, Karabakh và Ganja bắt đầu điều tra các tội phạm chiến tranh và các loại tội phạm khác.
Cũng trong ngày 28 tháng 9 năm 2020, Tổng thống Azerbaijan, Ilham Aliyev, ban hệnh sắc lệnh cho phép điều quân một phần ở Azerbaijan. Ngày 8 tháng 10 năm 2020, Azerbaijan triệu hồi đại sứ tại Hy Lạp để chất vấn, sau khi xuất hiện cáo buộc của người Armenian tại Hy Lạp đến Nagorno-Karabakh để chiến đấu chống lại Azerbaijan. Ba ngày sau, Tổng cụcAn ninh Quốc gia Azerbaijan (SSS) cảnh báo về nguy cơ Armenia tấn công khủng bố.
Ngày 17 tháng 10 năm 2020, Bộ Ngoại giao Azerbaijan thông báo rằng thành viên của Duma Quốc gia Nga của đảng cầm quyền Nước Nga thống nhất, Vitaly Milonov, đã trở thành persona non grata tại Azerbaijan do đến Nagorno-Karabakh mà không được sự cho phép của chính quyền nước này. Ngày 24 tháng 10 năm 2020, theo đề xuất của Ngân hàng Trung ương Azerbaijan, các ngân hàng thành viên của Hiệp hội Ngân hàng Azerbajan đồng loạt nhất trí bãi nợ các binh lính và thường dân tử nạn trong cuộc chiến.
Ngày 29 tháng 10 năm 2020, Tổng thống Azerbaijan, Ilham Aliyev, ban hành sắc lệnh thành lập văn phòng  sĩ quan tạm thời ở những khu vực mà nước này chiếm được trong cuộc xung đột. Theo đó, các sĩ quan chỉ huy sẽ được bổ nhiệm bởi Bộ Nội vụ, nhưng cũng phải phối hợp với các cơ quan khác của chính phủ, bao gồm Bộ Quốc phòng, Tổng cục Biên phòng quốc gia, và ANAMA.
Đến ngày 31 tháng 10 năm 2020, sau khi chiếm được phần lãnh thổ gần biên giới với Iran, Azerbaijan chiếm quyền kiểm soát bốn cột mốc biên giới mới.
Đến ngày 4 tháng 11 năm 2020, sáu nhà hoạt động vì hòa bình tại Azerbaijan đã bị Tổng cục An ninh Quốc gia gọi để chất vấn, với lý do là các hoạt động phản đối chiến tranh tại đây.
Ngày 12 tháng 12 năm, Tổng thống Aliyev ban hành lệnh dỡ bỏ giới nghiêm được thiết lập hồi tháng 9.

## Hệ quả

### Armenia

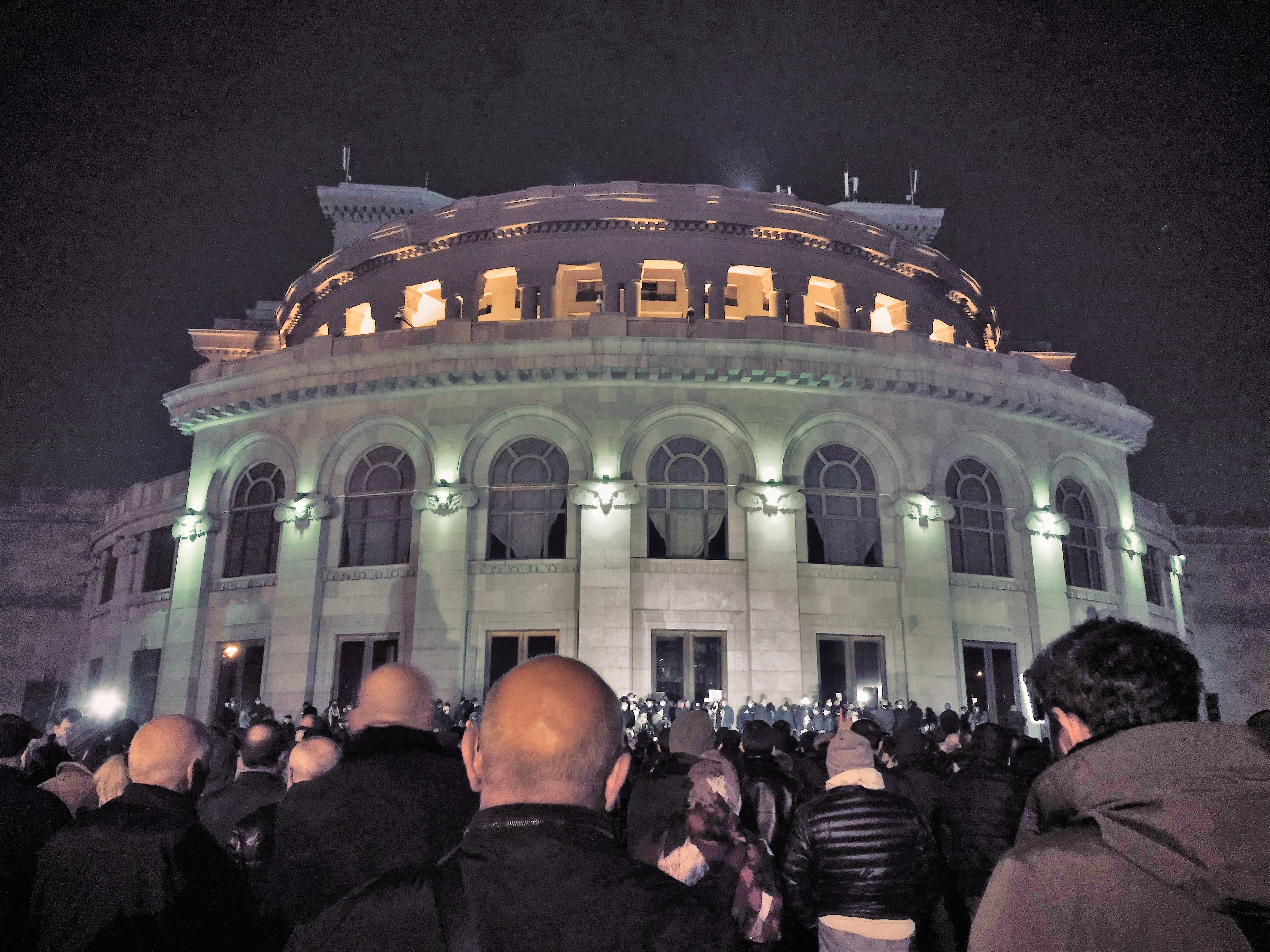
Biểu tình tại Yerevan phản đối điều khoản của hiệp định ngừng bắn ngày 18 tháng 11 năm 2020.

Không lâu sau khi tin tức về thỏa thuận đình chiến được ký kết xuất hiện từ sáng sớm ngày 10 tháng 11, biểu tình và bạo lực đã nổ ra ở Armenia chống lại Nikol Pashinyan, cho rằng ông là một kẻ "phản quốc" vì đã chấp nhận thỏa thuận này. Người biểu tình chiếm lấy tòa nhà quốc hội sau khi phá cửa, và kéo Chú tịch Quốc hội Armenia Ararat Mirzoyan ra khỏi xe và đánh ông. Trong suốt tháng 11, nhiều quan chức Armenia từ chức, bao gồm Bộ trưởng Ngoại giao Zohrab Mnatsakanyan, Bộ trưởng Quốc phòng David Tonoyan, giám đốc cơ quan quản lý quân sự Movses Hakobyan, và người phát ngôn Bộ Quốc phòng Artsrun Hovhannisyan.
Sau khi thỏa thuận đình chiến được ký kết, Tổng thống Armen Sarksyan tổ chức một cuộc họp với Karekin II, nơi cả hai đồng ý lấy ngày 22 tháng 11 làm ngày tưởng nhớ những anh hùng đã ngã xuống vì bảo vệ đất mẹ trong cuộc chiến giải phóng Artsakh. Ngày 16 tháng 11, ông tuyên bố rằng cuộc bầu cử quốc hội nhanh và sự từ chức của Pashinyan là không thể tránh khỏi, đề xuất quá trình được giám sát và quản lý bởi "Chính phủ Hiệp định Quốc gia" tạm thời.
Ngày 10 tháng 12, truyền thông Armenia đưa tin rằng một công dân Azerbaijan đã bị bắt giữ trong đêm  gần Berdavan ở Tỉnh Tavush. Công dân Azerbaijan này được cho là đã có mặt ở Berdavan giữa 4:00 và 5:00 sáng. Người đứng đầu chính quyền Berdavan, Smbat Mugdesyan, nói rằng NSS đã đưa anh đi và anh không biết chi tiết nào khác. Theo truyền thông Armenia, một vụ án hình sự đã được khởi tố chống lại anh với tội vượt biên trái phép. Theo BBC Azerbaijani Service, Bộ Nội vụ, Bộ Ngoại giao và Bộ Quốc phòng của Azerbaijan nói rằng họ không biết thông tin gì về vụ việc.
Ngày 12 tháng 12, xe tải của Azerbaijan, cùng với Ủy ban Chữ thập đỏ quốc tế và lực lượng gìn giữ hòa bình Nga, tiến vào David Bek thuộc Tỉnh Syunik của Armenia để thu hồi thi thể những người tử trận. The Armenian officials refuted the media reports of Azerbaijani vehicles entered Goris.
Ngày 16 tháng 12, người thân của những chiến sĩ Armenia bị mất tích tụ tập trước tòa nhà Bộ Quốc phòng Armenia, yêu cầu thông tin về những người đó. Họ không được phép vào bên trong, và đại diện quân đội Armenia không phản hồi yêu cầu của họ. Theo sau đó là một cuộc ẩu đả, khi mà các người thân trong gia đình của những binh lính Armenia tiến vào trong tòa nhà thành công.

### Azerbaijan

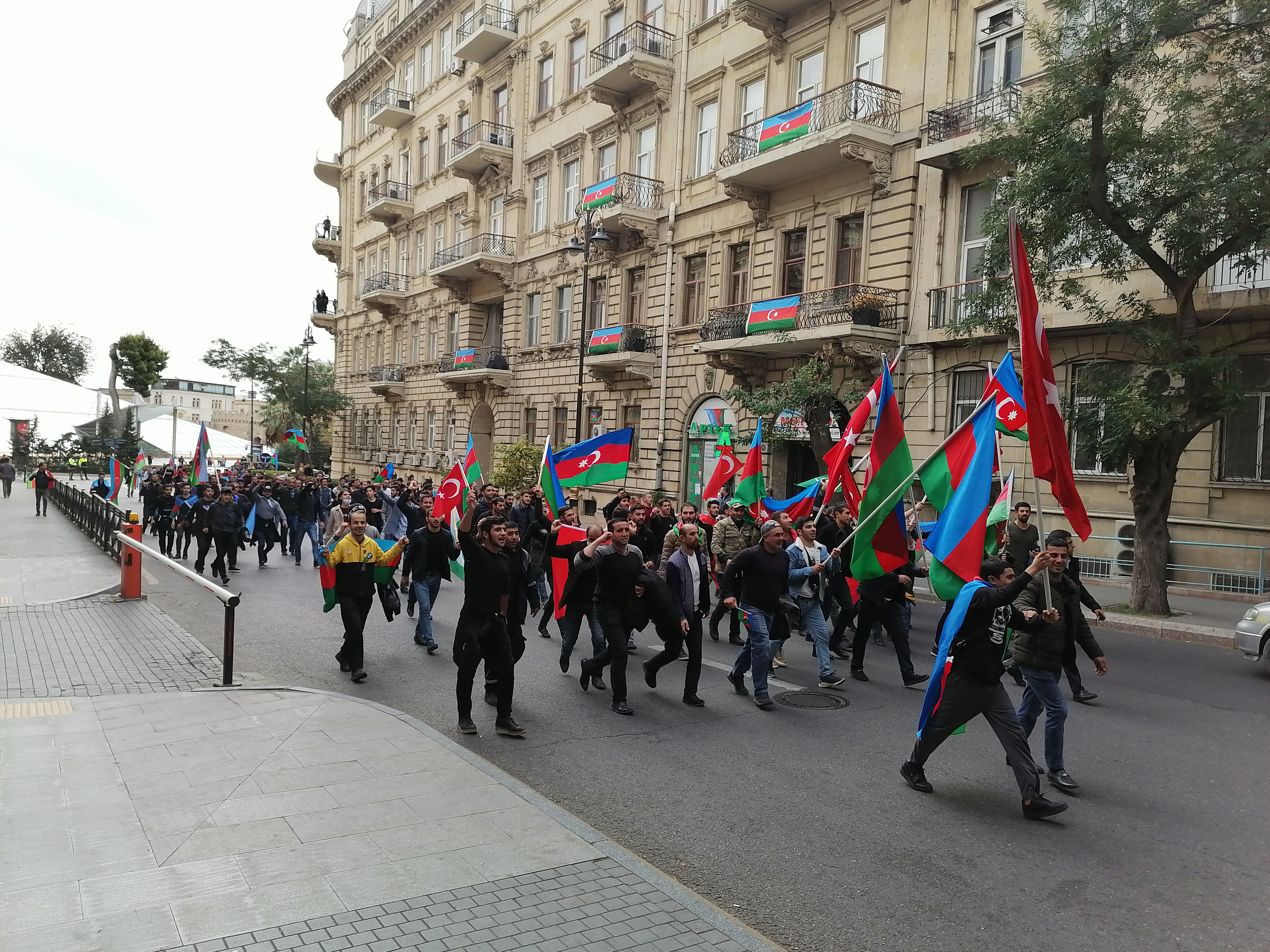
Ăn mừng tại Baku, Azerbaijan sau hiệp ước hòa bình.

Thỏa thuận hòa bình và kết thúc chiến tranh được coi là chiến thắng và được chào đón nồng nhiệt tại Azerbaijan. Ngày 10 tháng 11 năm 2020, đám đông vẫy cờ ở Baku sau khi thỏa thuận được ký kết. Ngày 11 tháng 11, Tổng thống Azerbaijan, Ilham Aliyev, tại một cuộc gặp với những người lính Azerbaijan bị thương trong cuộc chiến, nói rằng huân chương và huy chương mới sẽ được thiết lập tại Azerbaijan, và rằng ông đã đưa chỉ dẫn phù hợp để trao tặng những thường dân và bộ đội đã thể hiện "sự anh dũng trên chiến trường và đã khẳng định mình trong cuộc chiến". Khoảng một tuần sau, tại một phiên họp toàn thể của Quốc hội Azerbaijan, dự luật về những sửa đổi trong luật "Hệ thống huân chương và huy chương của Cộng hòa Azerbaijan" được đem đi lấy ý kiến. Mười bảy huân chương và huy chương mới được đưa ra trong cùng ngày. Ngày 12 tháng 11, Bộ Nội vụ Azerbaijan thông báo đã chuyển sở cảnh sát Shusha từ Quận Tartar sang Shusha, trong khi vào ngày 14 tháng 11, việc quản lý hồ chứa Sugovushan được chuyển giao từ quân đội sang cho Bộ Tình huống Khẩn cấp Azerbaijan. Ngày 15 tháng 11, Giáo hội Tông truyền Armenia cho rằng Nhà thờ Ghazanchetsots đã bị phá hoại sau khi quân Azerbaijan chiếm Shusha, dẫn đến phát ngôn của Bộ Ngoại giao Armenia lên án hành động này; Tổng thống Azerbaijan Aliyev sau đó đưa ra tuyên bố các nhà thờ Thiên Chúa giáo sẽ được bảo vệ. Ngoài ra, ngày 1 tháng 12, Phó Bộ trưởng Văn hóa thứ nhất Azerbaijan, Thủ tướng đương nhiệm Anar Karimov, nói với France24 rằng di sản văn hóa Kitô giáo của Karabakh sẽ được chính phủ bảo tồn.

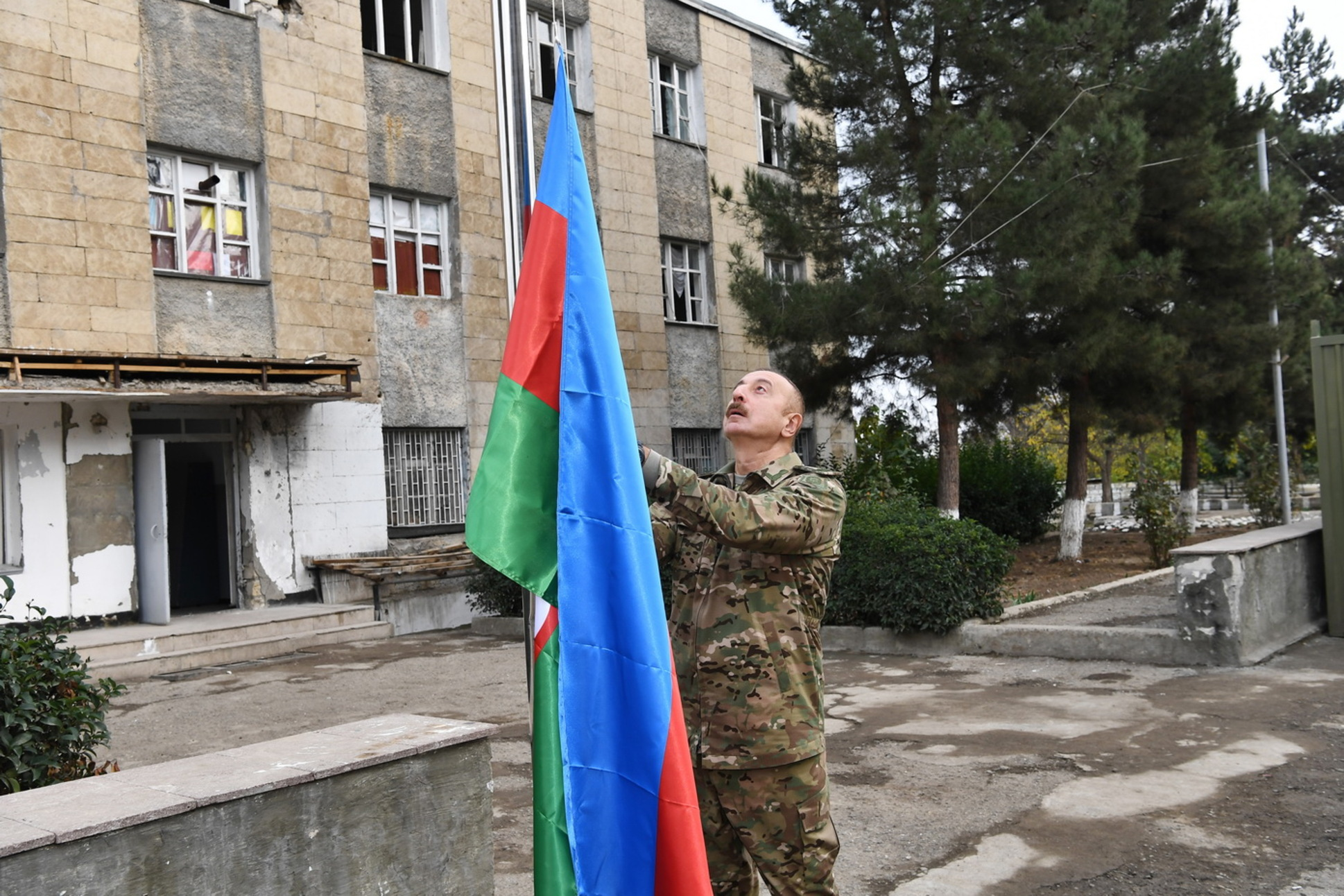
Tổng thống Ilham Aliyev tham quan Fuzuli ngày 16 tháng 11.

Giữa tháng 11, Aliyev và Phó Tổng thống thứ nhất của Azerbaijan, Mehriban Aliyeva, đến thăm Quận Fuzuli và Jabrayil, đều trở thành những thị trấn ma sau khi bị quân Armenia chiếm đóng năm 1993. Aliyev ra lệnh cho Cơ quan Đường bộ Quốc gia Azerbaijan xây dựng một tuyến cao tốc mới, bắt đầu từ Alxanlı, nối Fuzuli với Shusha. Tại Jabrayil, Aliyev khẳng định rằng "kế hoạch mới" sẽ được đề ra để tái thiết lại thành phố. Ông cũng đến thăm cầu Khodaafarin, giáp với Iran. Theo nhà kinh tế Azerbaijan Toghrul Valiyev, tái thiết lại hoàn toàn Jabrayil, Fuzuli, Zangilan, và Gubadly, tất cả gần như không còn cơ sở hạ tầng nào, sẽ mất đến 10 năm và tốn 15 tỷ đô la. Trong khi đó, Đường sắt Azerbaijan cũng thông báo kế hoạnh xây dựng lại tuyến đường sắt nối Stepanakert với Yevlakh. Ngày 18 tháng 11, đại biểu quốc hội Tahir Mirkishili nói rằng một hiệp hội được lập ra gồm Azergold của nhà nước và một công ty nước ngoài để khai thác vàng ở Zangilan, Vejnəli, và Kalbajar. Đồng thời, PASHA Bank và Kapital Bank thông báo họ dự kiến sẽ mở chi nhánh mới trong khu vực.
Ngày 23 tháng 11, đơn vị của Cục Quản lý Hỏa hoạn Quốc gia thuộc Bộ Tình huống khẩn cấp bắt đầu hoạt động tại một số quận ở Karabakh do Azerbaijan kiểm soát. Ngày hôm sau, những hiện vật khảo cổ được tìm thấy ở hang Azykh được đưa đến Baku bởi Cục An ninh Quốc gia và được đưa vào Quỹ Khảo cổ học của Viện Khảo cổ học và Dân tộc học thuộc ANAS. Ngày 25 tháng 11, Tổ chức Hàng không Dân dụng Quốc tế (ICAO) chấp thuận việc đưa sáu sân bay Azerbaijan vào danh mục sân bay quốc tế, bao gồm các sân bay ở Aghdam, Fuzuli và Stepanakert. Ngày 28 tháng 11, một ô tô dân dụng đâm vào một khu mỏ ở Aşağı Seyidəhmədli, quận Fuzuli, giết chết bốn người, bao gồm tổng biên tập viên của tờ Gaidish của chính quyền quận Fuzuli. Sau đó, Văn phòng Tổng công tố Azerbaijan và Bộ Nội vụ yêu cầu người dân không tham quan vùng lãnh thổ mới thu được nếu không được phép cho đến khi cơ quan chức năng loại bỏ hết mìn và những thiết bị nổ khác khỏi khu vực.

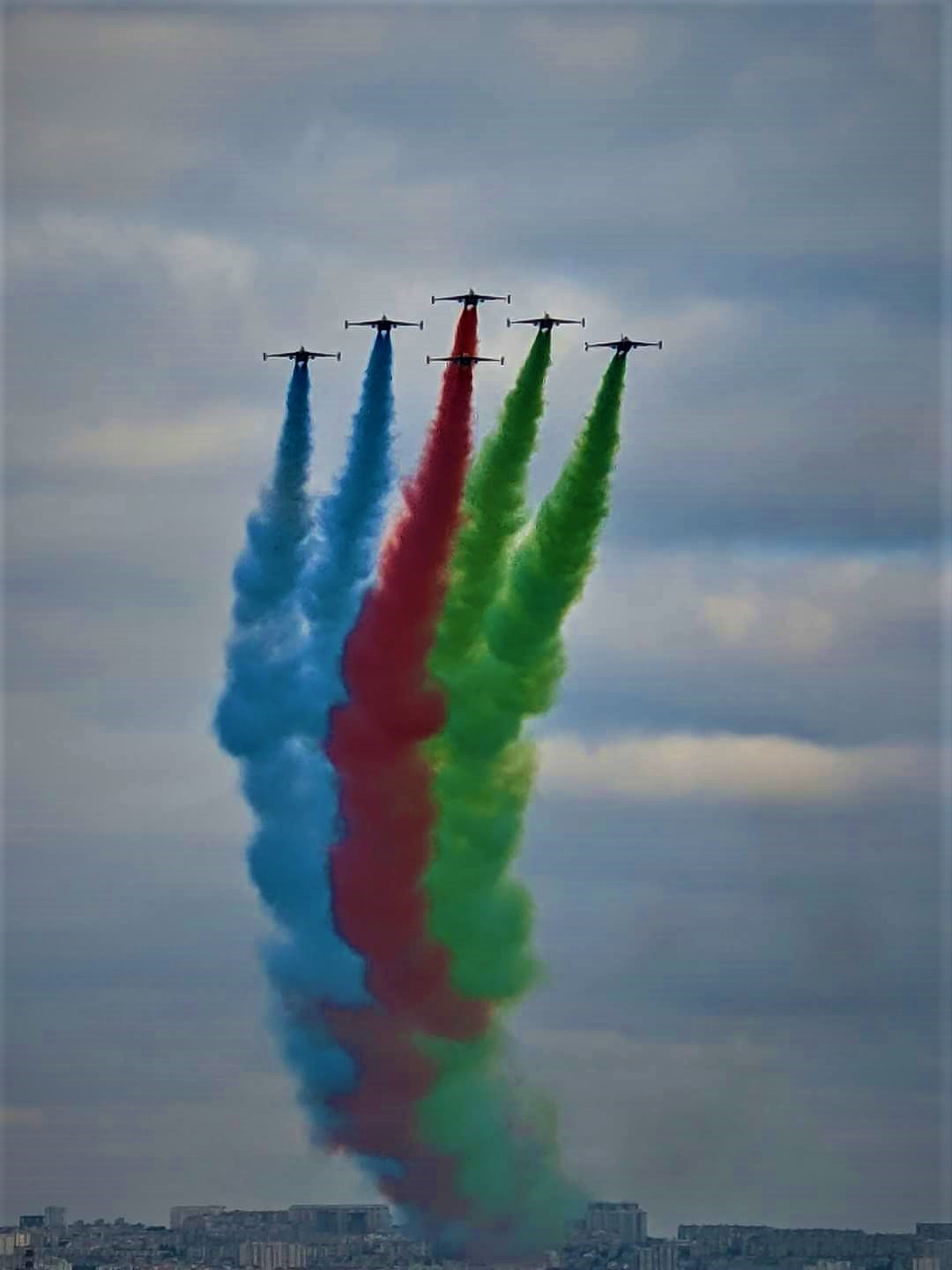
Máy bay chiến đấu Sukhoi Su-25 của Azerbaijan trong lễ diễu hành chiến thắng tại Baku ngày 10 tháng 12.

Ngày 27 tháng 9 và ngày 8 tháng 11 lần lượt được chọn làm Ngày Tưởng niệm và Ngày Chiến thắng. Vào cùng ngày, Tổng thống Aliyev ký một sắc lệnh thành lập Tổ chức YASHAT để hỗ trợ gia đình của những người  bị thương và chết trong chiến tranh, dưới sự quản lý và kiểm soát của Cục ASAN. Ngày 2 tháng 12, Hiệp hội Ngân hàng Azerbaijan thông báo rằng nợ ngân hàng của những binh lính và thường dân mất trong chiến tranh sẽ được xóa bỏ hoàn toàn. Ngày 3 tháng 12, Aliyev đưa ra chỉ thị thành lập Khu Tưởng niệm Chiến tranh Ái quốc và Bảo tàng Chiến thắng. Ngày 4 tháng 12, vào lúc 12:00 (UTC+4) giờ địa phương, một phút mặc niệm diễn ra ở Azerbaijan để tưởng nhớ những người lính đã ngã xuống trong chiến tranh. Ngoài ra, cờ được hạ thấp xuống khắp cả nước, và giao thông dừng lại. Một lời cầu nguyện chung diễn ra ở Thánh đường Heydar tại Baku để tưởng nhớ những người đã hy sinh, và Shaykh al-Islām Allahshukur Pashazadeh, chủ tịch Hội đồng Tôn giáo Kavkaz, nói rằng "Sunni và Shiite cùng cầu cho linh hồn của những người đã mất". Ngoài thủ đô, các nghi lễ tưởng niệm cũng được tổ chức trong những thánh đường ở Sumgayit, Guba, Ganja, Shamakhi, Lankaran, Shaki, và trong những nhà thờ ở Baku và Ganja. Ngày 5 tháng 12, Bộ Lao động và Bảo vệ Xã hội nói rằng Quỹ Bảo vệ Xã hội Quốc gia đã công nhận 94 người Azerbaijan mất trong chiến tranh là shahid. Ngày 9 tháng 12, Tổng thống Aliyev phong tặng 83 binh lính danh hiệu Anh hùng Chiến tranh Ái quốc, 204 người nhận Huân chương Karabakh, và 33 người nhận Huân chương Zafar. Ngày 12 tháng 12, thiết quân luật được dỡ bỏ theo lệnh của Tổng thống Ilham Aliyev.
Ngày 10 tháng 12, một cuộc diễu hành chiến thắng diễn ra tại quảng trường Azadliq, Baku, với 3.000 chiến sĩ nổi bật trong cuộc chiến đi cùng với các thiết bị quân sự, thiết bị bay không người lái và phi cơ, cùng với binh lính và sĩ quan Thổ Nhĩ Kỳ. Tổng thống Thổ Nhĩ Kỳ Erdoğan tham gia vào cuộc diễu hành quân sự trong một chuyến thăm cấp quốc gia tới Baku.

### Trả về lãnh thổ bị chiếm đóng

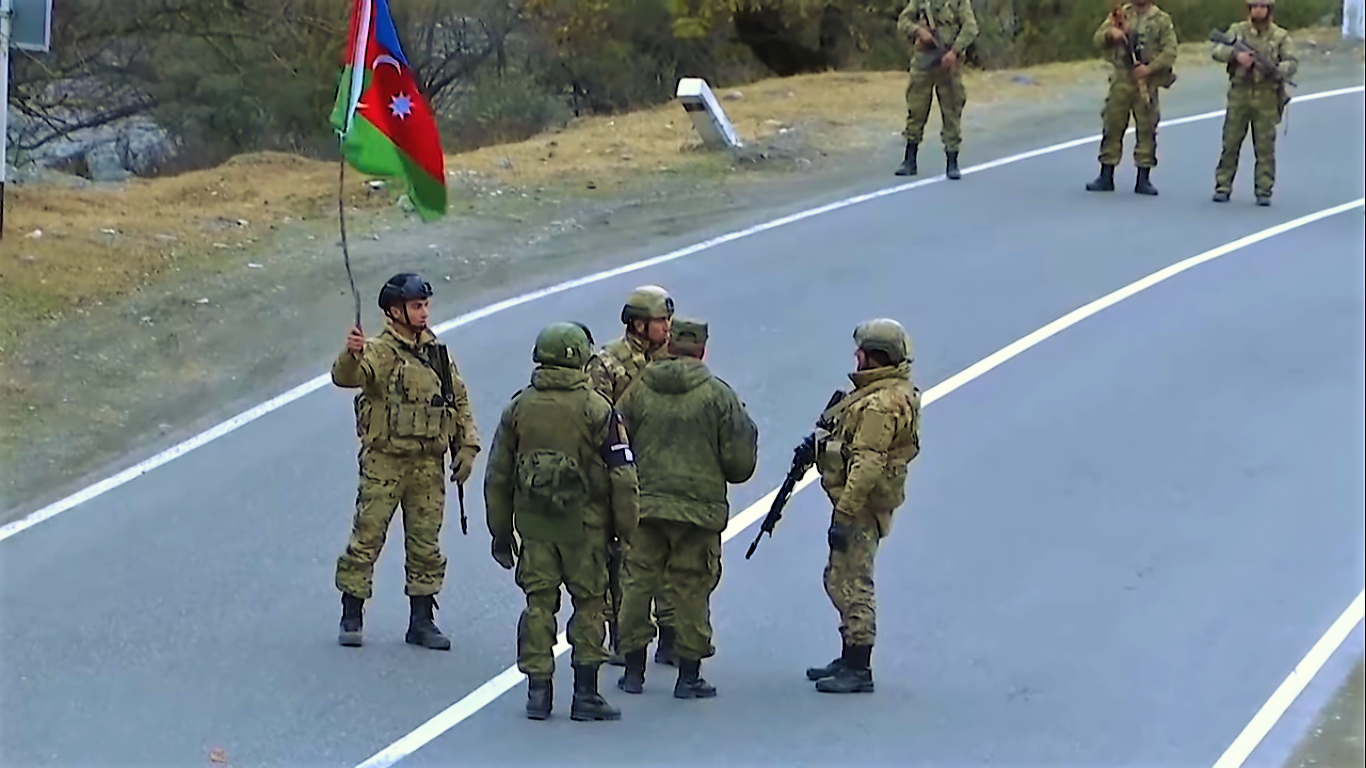
Quân gìn giữ hòa bình Nga và sĩ quan quận sự Azerbaijan gần Dadivank của Quận Kalbajar.

Trước khi chuyển giao quận Kalbajar từ Artsakh cho Azerbaijan theo điều kiện của thỏa thuận đình chiến, người Armenia địa phương đốt nhà cửa, ngăn không cho người Azerbaijan cư trú. Quận Kalbajar chủ yếu do người Azerbaijan sinh sống trước khi Chiến tranh Nagorno-Karabakh lần thứ nhất nổ ra và sau đó được người Armenia chiếm đóng, cùng với Aşağı Ağcakənd và Gülüstan ở Azerbaijan. Một số người Armenia mang theo thi thể người thân cùng với họ, và Reuters ghi nhận rằng dân làng "mang theo mọi thứ họ có thể và chất kín những xe tải với tài sản trong nhà". Ngày 13 tháng 11, có báo cáo về một số ngôi nhà bốc cháy ở Kalbajar và ở Dadivank và những ngôi làng lân cận. Ngày 15 tháng 11 Agence France-Presse đưa tin ít nhất sáu ngôi nhà bị phát hỏa ở Çərəktar. Azerbaijan lên án những thường dân đốt nhà khi di tản và thực hiện điều mà nước này gọi là "khủng bố sinh thái"; Tổng tống Ilham Aliyev gọi những người Armenia phá hoại tài sản là "kẻ thù man rợ". Theo yêu cầu của Armenia, Azerbaijan kéo dài thời hạn để Armenia di tản hoàn toàn quận Kalbajar trong 10 ngày, đến 25 tháng 11, trên cơ sở thời tiết xấu và chỉ có một con đường đi vào Armenia.
Quận đầu tiên được trao trả cho Azerbaijan là quận Agdam, vào ngày 20 tháng 11 năm 2020. Trước đó, người Armenia trong khu vực cũng đốt nhà cửa, và ngày 19 tháng 11, Agence France-Presse ghi nhận những binh lính Armenia đã phá hủy trụ sở ở Agdam. Agdam từng là một thị trấn chủ yếu là người Azerbaijan cho đến khi trận chiến giành thành phố nổ ra năm 1993, sau đó nó trở thành một phố ma, và được người dân địa phương gọi là "Hiroshima của Kavkaz". Rustam Muradov, chỉ huy của lực lượng gìn giữ hòa bình Nga trong khu vực, nói rằng hoạt động trao trả đã được thực hiện mà không có sự cố nào. Ngày 22 tháng 11, quân đội Azerbaijan nói đã vô hiệu hóa hơn 150 quả mìn trong quận.
Ngày 25 tháng 11, Kalbajar trở thành quận thứ hai được trao trả cho Azerbaijan. Lực lượng Armenia phá hủy trụ sở quân sự trước khi rút khỏi nơi đây. Tổng thống Aliyev hứa sẽ tái thiết và hồi sinh quận Kalbajar, và có một cuộc diễu hành ăn mừng ở Baku. Bộ Tài nguyên Thiên nhiên và Sinh thái Azerbaijan nói rằng sẽ xem xét khoáng sản ở đây để tính "thiệt hại gây ra cho Azerbaijan" trong thời gian Armenia chiếm đóng. Ngày 26 tháng 11, truyền thông Armenia ghi nhận một nhóm 250 chiến sĩ Azerbaijan đã đến mỏ vàng Zod, một trong những mỏ vàng lớn nhất miền nam Kavkaz, nằm ở biên giới quận Kalbajar với tỉnh Gegharkunik tại Armenia, và đóng quân tại đây, yêu cầu giao mỏ cho nước này. Bộ Quốc phòng Armenia bác bỏ việc này, nói rằng quân Azerbaijan sau khi không chấp nhận một điểm kiểm soát biên giới Armenia đã liên lạc với phía Armenia bằng một loa phát thanh và đàm phán với lực lượng gìn giữ hòa bình Nga về vấn đề này. Giới chức Armenia và Azerbaijan bắt đầu đặt biên giới trong cùng ngày 26 tháng 11. Quân đội Armenia sau đó nói một nửa khu vực mỏ đã được trao cho Azerbaijan.
Quận Lachin, nằm giữa Nagorno-Karabakh và Armenia, từng là một vùng đa số người Azerbaijan và người Kurd trước khi chiến tranh Nagorno-Karabakh thứ nhất và bị quân đội Armenia chiếm giữ năm 1992. Trước khi quận được trao trả Azerbaijan năm 2020, một số người Armenia chạy trốn khỏi thành phố Lachin, mặc cho Nga canh gác hành lang qua thành phố. Từ ngày 27 tháng 11, trích lời thị trưởng tự xưng của thành phố, Narek Aleksanyan, người kêu gọi dân số Armenia ngừng trốn khỏi khu vực, truyền thông Armenia cho rằng "thỏa thuận đã được sửa đổi", Lachin, Sus, và Zabukh sẽ không được trao trả cho Azerbaijan. Những khẳng định này sau đó bị bác bỏ bởi chủ tịch của Trung tâm Nghiên cứu Xã hội, đại biểu quốc hội Azerbaijan Zahid Oruj. Theo BBC Russian Service, mặc cho lời kêu gọi của Aleksanyan, đa số người dân Armenia ở Lachin và người Armenia gốc Liban ở Zabux đã rời khu vực. Ngày 1 tháng 12, quân đội Azerbaijani, cùng xe tăng và xe tải, tiến vào quận, và Bộ Quốc phòng Azerbaijan công bố một thước quay từ bên trong Lachin. Chính quyền Azerbaijan nói rằng quận đã "chịu tổn thất lớn sau nhiều năm" bị cai trị bởi Cộng hòa Artsakh với tên gọi tỉnh Kashatagh. Theo Aliyev, một hành lang mới sẽ được xây dựng trong khu vực và khi nó hoàn tất, thành phố Lachin sẽ được trả về cho chính quyền Azerbaijan.

### Hoạt động gìn giữ hòa bình của Nga-Thổ Nhĩ Kỳ

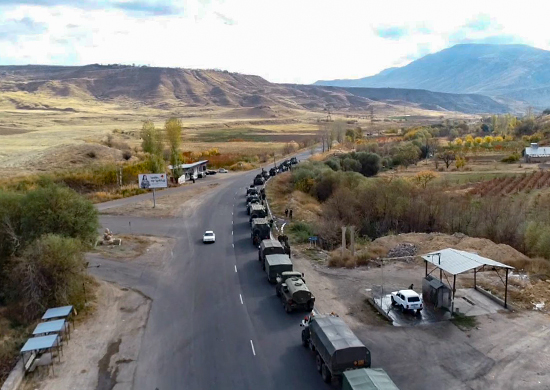
Lực lượng gìn giữ hòa bình Nga ở Hành langLachin